# Museum of Edinburgh
Il Museum of Edinburgh (Museo di Edimburgo) è un museo situato a Edimburgo in Scozia, che illustra le origini della città, la sua storia e le sue leggende. Tra i reperti viene esposta la copia originale del Patto dei Covenanti firmato presso l'antica chiesa francescana Greyfriars Kirk nel 1638, e una ricostruzione del Quartier Generale del Feldmaresciallo Douglas Haig al Fronte Occidentale durante la prima guerra mondiale, usando reperti donati al Museo.
Situato presso la Casa Huntly del XVI secolo, lungo il Royal Mile, il museo è gestito dal Comune di Edimburgo.